# Antena 1 Açores
A Antena 1 Açores é uma emissora de radiodifusão do Grupo RTP – Rádio e Televisão de Portugal no arquipélago dos Açores. 